# Apodemus epimelas
Apodemus epimelas és una espècie de mamífer rosegador de la família dels múrids. Són rosegadors de petites dimensions, amb una llargada de cap a gropa de 100 a 150 mm i una cua de 102 a 146 mm. Poden arribar a pesar fins a 56 g. Es troba a la costa de Croàcia, Bòsnia i Hercegovina i Montenegro; Albània, Macedònia, Grècia, Bulgària meridional i Tràcia occidental.